# Sture Landergren
Sture Fritz Carlos Landergren, född den 11 februari 1897 i Stockholm, död den 8 december 1984 på Lidingö, var en svensk geolog och kemist.
Landergren studerade vid universiteten i Berlin 1934–1935, Freiburg 1935–1936 och Oslo 1937-1938. Han avlade filosofie licentiatexamen i Stockholm 1944 och promoverades till filosofie doktor där 1948. Landergren blev docent i mineralogi och petrologi vid Stockholms högskola 1949 och föreläste i geokemi där 1954–1962. Han upprättade Sveriges geologiska undersöknings geokemiska laboratorium 1939 och var laborator och föreståndare där 1939–1963. Landergren var senior research professor vid universitetet i Miami i Förenta staterna 1963–1968. Han blev ledamot av Advisory Board för tidskriften Geochimica et Cosmochimica Acta i London 1951, av Svenska nationalkommittén för geologi 1958 och av geokemiska kommittén inom International Union of Pure and Applied Chemistry 1960, ordförande för Svenska mineralogiska sällskapet 1945 och för Svenska geologiska föreningen 1949 samt medlem av Svenska fysikersamfundet 1947 och av Geochemical Society i Washington 1957. Landergren publicerade skrifter inom geokemi, malmgeologi, petrologi och mineralogi samt spektralanalys samt var medarbetare i Handbook of Geochemistry. Han blev riddare av Nordstjärneorden 1962.